# خيرت أشيربيكوف
خيرت أشيربيكوف (21 أكتوبر 1982 بشيمكنت في كازاخستان - ) هو لاعب كرة قدم كازاخستاني في مركز الوسط. شارك مع منتخب كازاخستان لكرة القدم. أما مع النوادي، فقد لعب مع نادي آكتوبه ونادي أستانا ونادي أورداباسي ونادي شاختار قراغندي ونادي طراز.

## وصلات خارجية
- خيرت أشيربيكوف على موقع الاتحاد الأوربي (الإنجليزية)
- خيرت أشيربيكوف على موقع قاعدة بيانات كرة القدم.إي يو (الإنجليزية)
- خيرت أشيربيكوف على موقع ناشيونال فوتبول تيمز (الإنجليزية)
- خيرت أشيربيكوف على موقع Soccerway.com (الإنجليزية)
- خيرت أشيربيكوف على موقع عالم كرة القدم.نت (الإنجليزية)